# Wurmannsquick
Wurmannsquick è un comune tedesco di 3 631 abitanti, situato nel land della Baviera.